# JanusVM
 (février 2017).
JanusVM est un logiciel recréant un environnement virtualisé (grâce au logiciel de virtualisation VMware) permettant une navigation anonyme et sécurisée sur le Web et qui fait fonctionner ensemble openVPN,  Tor, Squid, Privoxy et le proxy DNS de tor.